# L-Shape

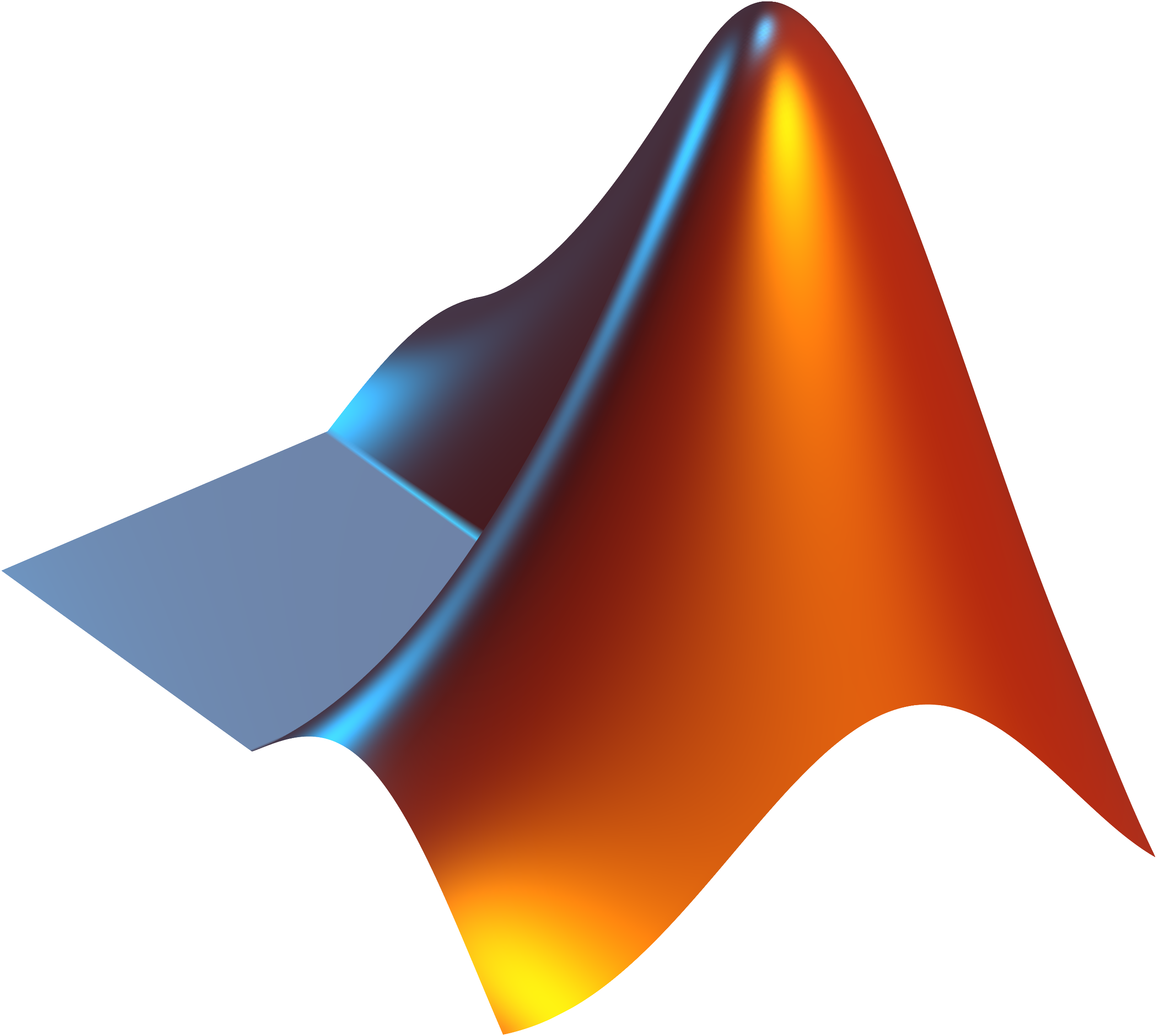
Das Matlab-Logo ist die erste Eigenfunktion gelöst auf einem L-Shape

Ein L-Shape oder L-Shaped Domain ist eine Fläche beziehungsweise ein Gebiet, das oft in der Numerik partieller Differentialgleichungen verwendet wird, um ein Problem zu testen (sogenanntes Benchmark-Problem). Das Gebiet zeichnet sich dadurch aus, dass es sechs Ecken hat und an den (eventuell gedrehten oder gespiegelten) Buchstaben L erinnert. Zusätzlich ist das L-Shape keine konvexe Menge. Manche partiellen Differentialgleichungen haben am Ursprung, wo die einspringende Ecke liegt, eine Singularität, die ein zusätzliches Problem beim Lösen dieser Gleichungen darstellt.